# محمد المسلاتي
محمد المسلاتي، مواليد بنغازي عام 1949م، أديب ليبي، له إصدارات عدة في القصة القصيرة، تولى رئاسة تحرير مجلة الثقافة العربية، أحد الأعضاء المؤسسين للاتحاد العام للأدباء والكتّاب الليبيين، له نشاط واسع في المجال الثقافي، تناول دراسة نصوصه العديد من الكتاب الليبيين والعرب.

## حياته ونشاطه الثقافي[1][2][3][4]
- ولد في (29/ 12/ 1949) بمدينة بنغازي، اهتم بالأدب خصوصا القصة القصيرة منذ صغره.
- شارك في النشاط المتكامل بنادي التحدي الرياضي الثقافي الاجتماعي منتصف الستينيات من القرن الماضي.
- كتب أول نص أدبي تمثيلي بعنوان عاقبة الخمر، قُدم تمثيلاً بنادي التحدي خلال النشاط المتكامل عام 1964/ 1965.
- نشر أول كتاباته القصصية بصحيفة الرقيب أواخر عام 1968.
- تحصل على الجائزة الثالثة بمسابقة القصة القصيرة التي أقامتها وزارة الشباب عام 1972.
- بعد حصوله على الشهادة الثانوية 1972 التحق بكلية الاقتصاد / الجامعة الليبية بنغازي، انقطع عنها بعد سنة ليتفرغ للعمل بشركة الأسمنت الليبية بنغازي.
- تحصل على شهادة في اللغة الإنجليزية من معهد (كيكوس) جامعة كاردف ببريطانيا خلال عام 1982/ 1983.
- تحصل على شهادة في الأعمال الملاحية والتجارية والإدارية من معهد كيكوس بجامعة كاردف ببريطانيا خلال السنوات 1983/ 1984 .
- مارس العمل النقابي العمّالي، وشارك في عضوية اللجنة الإدارية للمعهد العالي لتثقيف المنتجين.
- عضو لجنة تقييم النصوص المسرحية التابعة لقطاع الإعلام والثقافة/ بنغازي خلال التسعينيات .
- عضو لجنة تقييم النصوص القصصية التابعة للدار الجماهيرية للنشر والتوزيع والإعلان /بنغازي
- عضو لجنة تقييم المخطوطات لإصدارات مجلس الثقافة العام.
- عضو لجان الإعداد والتحضير لمهرجان النهر الصناعي، ومهرجان المدينة الثقافي خلال دوراته الموسمية فترة الثمانينيات.
- عضو اللجنة الثقافية بفرقة المسرح العربي بنغازي .
- عضواللجنة الثقافية بنادي الأهلي بنغازي.
- عضو اللجنة الثقافية بنادي الهلال بنغازي.
- له مشاركات عدة في الملتقيات والمهرجانات والندوات الأدبية والثقافية داخل ليبيا وخارجها، ومنها: ملتقي القصاصين الشبّان تونس 1977، مهرجان دمشق المسرحي التاسع نهاية الثمانينيات- بسوريا، الأسبوع الثقافي العربي الليبي بالمغرب عام 1985، الأسبوع الثقافي العربي الليبي باليمن عام 1987، مهرجان المربد بالعراق عام 1988، الأسبوع الثقافي العربي الليبي بدولة قطرعام 1997.
- شارك في كتابة وإعداد عديد البرامج الإذاعية الثقافية والأدبية، ومنها: برنامج “حكايات” لفترة تزيد عن ثلاثين سنة، أذيع خلال شهر رمضان، وهو برنامج متخصص في تأصيل الموروث الحكائي العربي ومستند إلى الذاكرة الشعبية، كما شارك في إعداد برنامج ”الملتقى” بالإذاعة المسموعة، مع الكاتب الباحث الأستاذ سالم الكبتي والشاعر السنوسي حبيب ومن تقديم الشاعر الأستاذ المهدي الجلي خلال السنوات (1974 /1976)، وكتب الخط التمثيلي الدرامي للبرنامج الاجتماعي ” قضايا اجتماعية” من إعداد وتقديم الإذاعي عزالدين بلاعو، وشارك في كتابة سيناريو مسلسل مرئي للأطفال ”عشر حلقات من الرسوم المتحركة” بعنوان (سالم)، بالتعاون مع المخرج “محمد سالم الهمالي عام 2002، وشارك في إعداد البرنامج المرئي المنوّع "أطيب الأوقات"، وشارك في برنامج “رحلة مفتوحة ” من إعداد وتقديم الإذاعي أحمد أنور، وشارك في  كتابة وإعداد برنامج أبعاد قصصية من تقديم الإذاعي الشاعر عبد الله عبد المحسن وإعداد برنامج قصة الأسبوع بالإذاعة الليبية.
- إعداد وإعادة صياغة لمسرحية “المركب” شارك بها المسرح الوطني بنغازي بمهرجان دمشق المسرحي التاسع بسوريا عام 1987.
- تولى الإشراف على باب القصّة بمجلة الثقافة العربية خلال فترة منتصف الثمانينيات، وشارك في عضوية هيآت التحرير للمجلات التالية: المرايا – ليبيا / الأفق الأخضر – جورجيا - مجلة الفصول الأربعة – ليبيا / المسرح العربي – ليبيا، كما تولى مهام مدير تحرير مجلة الثقافة العربية من سنة 2004 إلى سنة 2006، ومهام رئيس تحريرها منذ عام 2006 إلى عام 2011 ومهام رئيس تحرير صحيفة الهلال 2013/ 2015 الصادرة عن نادي الهلال الرياضي الاجتماعي الثقافي- ليبيا، وتولى مهام مدير مكتب الإعلام والثقافة والمجتمع المدني لمدينة بنغازي بوزارة الثقافة والتنمية المعرفية منذ 2013 إلى 2015.[5]
- عضو لجنة تحكيم مسابقة وكالة خبر السنوية للقصّة القصيرة جدًا المقامة على مستوى الوطن العربي.
- كُتبت عدة أبحاث ودراسات حول نماذج من نصوصه القصصية بمعاهد دراسات اللغة العربية والجامعات الليبية والعربية، وتناول نصوصه عدد من النقاد والكتًاب في ليبيا والوطن العربي بالقراءة والتحليل النقدي.
- فاز بالترتيب الأول في مسابقة القصة القصيرة (أوسكار النجوم) عام 2017 التي أطلقتها المؤسسة العربية الدولية للآداب والفنون والثقافة - مجلة عالم الأدباء - لمؤسسها الشاعرالراحل خالد بدوي.

## مؤلفاته[6]
- الضجيج / قصص قصيرة عام 1977، عن الدار العربية للكتاب – تونس
- للحبِّ / خواطر أدبيّة عام 1981، عن المنشأة الشعبية للنشر والتوزيع والإعلان – ليبيا
- الدوائر / قصص قصيرة عام 1983، عن المنشأة العامة للنشر والإعلان والتوزيع- ليبيا
- المرأة الفرح / قصص قصيرة عام 2004، عن مجلس تنمية الإبداع، – ليبيا.
- تفاصيل اليوم العادي / قصص قصيرة عام 2006، عن مجلس الثقافة العام – ليبيا.
- ليل الجدَّات / الجزء الأول من كتاب الحكايات عام 2008 عن مجلس الثقافة العام - ليبيا.

## دراسات كتبت عنه
- دراسة ضمن كتاب دراسات في القصّة الليبية القصيرة/ للأديب الناقد/ سليمان كشلاف/؛صادر عن المنشأة الشعبية للنشر والتوزيع عام 1979.
- دراسة ضمن كتاب (القصّة في الوطن العربي) الناقد محسن يوسف الصادر عن المنشأة العامة للنشر والإعلان والتوزيع عام 1985.
- دراسة ضمن كتاب (ملامح البطل في القصّة العربية الليبيّة القصيرة) للأديب القاص سالم علي العبّار الصادر عن الدار الجماهيرية للنشر والتوزيع والإعلان عام 1988.[7]
- دراسة عن مجموعة المرأة الفرح ضمن كتاب (العزف بالكلمات)، للأديب الشاعر عِذاب الركابي، صادر عن مجلس الثقافة العام/ عام 2008.دراسة ضمن كتاب الدكتور/ عبد الجواد عباس/ اتجاهات القصّة القصيرة الليبيّة " بين عامي 1957-1987، صادر عن مجلس الثقافة العام 2010.
- دراسة ضمن كتاب (في السرد التطبيقي) قراءات عربية وعالمية/ للأديب الناقد القاص/ الأستاذ منير عتيبة/ صادر عن وزارة الثقافة/ مصر عام 2015.
- دراسة ضمن كتاب (بهجة الحكي وضراوة الواقع) "قراءة في المشهد القصصي العربي للكاتب الأديب/ السعداوي الكافوري"/ صادر عن الهيئة المصرية العامة للكتاب/ عام 2016.
- دراسة ضمن كتاب الدكتور عبد الجواد عباس/ القصة الليبية القصيرة من التقليد إلى التجريب/ دار الطباعة الحرة/ الإسكندرية عام 2018.[8]
- الاستدلال بنصّ قصصي من نصوصه ضمن كتاب (فن كتابة القصُة القصيرة ونصوص تطبيقية) ضمن نصوص مختارة/ أقلام الحداثة، للأديب الناقد دكتور مختار أمين، صادر عن دار المختار/ عام 2018.
- دراسة عن مجموعة المرأة الفرح ضمن كتاب الناقد والقاص المصري الأستاذ/ محمد عطية محمود، بعنوان شجرة الوطن.. بلاغة الصحراء "قطوف من الأدب الليبي المعاصر/ دار الكون/ عام 2021.[9]
- مقالات عن قصصه في العديد من الصحف والمواقع الإلكترونية.[10][11]

## قيل عنه
- «من القصاصين الذين سبقوني إلى الكتابة، وتعرفت على القصة القصيرة من خلال ما كتبه المسلاتي، الذي حاول دائمًا أن يتفرد، وأن يكتب على نحو مغاير لتكون له بصمته في مجال القصة القصيرة» القاص سالم علي العبار[12]